# Кальнянська сільська рада (Деражнянський район)
Ка́льнянська сільська́ ра́да — адміністративно-територіальна одиниця та орган місцевого самоврядування в Деражнянському районі Хмельницької області. Адміністративний центр — село Кальна.

## Загальні відомості
Кальнянська сільська рада утворена в квітні 1944 року.
- Територія ради: 28,374 км²
- Населення ради: 699 осіб (станом на 2001 рік)

## Населені пункти
Сільській раді були підпорядковані населені пункти:
- с. Кальна
- с. Осикове
- с. Сіноводи

## Склад ради
Рада складалася з 12 депутатів та голови.
- Голова ради: Вовчук Валерій Петрович
- Секретар ради: Смаглюк Людмила Василівна

### Керівний склад попередніх скликань
| Прізвище, ім'я, по батькові | Основні відомості                                                               | Дата обрання | Дата звільнення |
| --------------------------- | ------------------------------------------------------------------------------- | ------------ | --------------- |
| Янюк Анатолій Миколайович   | Сільський голова, 1967 року народження                                          | 26.03.2006   | 31.10.2010      |
| Вовчук Валерій Петрович     | Сільський голова, 1951 року народження, освіта середня спеціальна, безпартійний | 31.10.2010   |                 |

Примітка: таблиця складена за даними сайту Верховної Ради України

### Депутати
За результатами місцевих виборів 2010 року депутатами ради стали:

#### За суб'єктами висування
| Суб'єкт висування                 | Кількість обраних депутатів | %    |
| --------------------------------- | --------------------------- | ---- |
| Самовисування                     | 4                           | 33,3 |
| Народна партія                    | 2                           | 16,7 |
| Політична партія «Сильна Україна» | 2                           | 16,7 |
| Соціалістична партія України      | 2                           | 16,7 |
| Комуністична партія України       | 1                           | 8,3  |
| Партія регіонів                   | 1                           | 8,3  |

#### За округами
| № округу                          | Прізвище, ім'я, по батькові          | Дата визнання обраним | Освіта  | Партійна приналежність | Відомості про обраного депутата            |
| --------------------------------- | ------------------------------------ | --------------------- | ------- | ---------------------- | ------------------------------------------ |
| Комуністична партія України       |                                      |                       |         |                        |                                            |
| 1                                 | Лобода Тетяна Василівна              | 04.11.2010            | середня | позапартійна           | приватний підприємець                      |
| Народна Партія                    |                                      |                       |         |                        |                                            |
| 3                                 | Татаринський Олександр Володимирович | 04.11.2010            | середня | позапартійний          | Гером-Інвест Україна, слюсар               |
| 5                                 | Копчанська Жанна Миколаївна          | 04.11.2010            | вища    | позапартійна           | Кальнянська загальноосвітня школа, вчитель |
| Партія регіонів                   |                                      |                       |         |                        |                                            |
| 12                                | Кирилюк Тетяна Петрівна              | 04.11.2010            | середня | позапартійна           | Кальнянська сільська рада, бухгалтер       |
| Політична партія «Сильна Україна» |                                      |                       |         |                        |                                            |
| 6                                 | Буга Ольга Володимирівна             | 04.11.2010            | вища    | позапартійна           | Гером-Інвест Україна, бухгалтер            |
| 11                                | Смаглюк Людмила Василівна            | 04.11.2010            | вища    | позапартійна           | Кальнянська сільська рада, секретар        |
| Соціалістична партія України      |                                      |                       |         |                        |                                            |
| 2                                 | Маланчук Галина Петрівна             | 04.11.2010            | вища    | позапартійна           | Кальнянська загальноосвітня школа, вчитель |
| 10                                | Лизогуб Володимир Никифорович        | 04.11.2010            | середня | позапартійний          | пенсіонер                                  |
| Самовисування                     |                                      |                       |         |                        |                                            |
| 4                                 | Федчик Олександр Миколайович         | 04.11.2010            | середня | позапартійний          | Гером-Інвест Україна, тракторист           |
| 7                                 | Берегова Галина Володимирівна        | 04.11.2010            | вища    | позапартійна           | Кальнянська загальноосвітня школа, вчитель |
| 8                                 | Павлік Марія Абакулівна              | 04.11.2010            | вища    | позапартійна           | Кальнянська загальноосвітня школа, вчитель |
| 9                                 | Павлік Людмила Олексіївна            | 04.11.2010            | вища    | позапартійна           | Кальнянська загальноосвітня школа, вчитель |